# Roma (film)
Roma je dramatický film z roku 2018. Režie a scénáře se ujal Alfonso Cuarón. Ve snímku hrají hlavní role Yalitza Aparicio, Marina de Tavira, Marco Graf, Daniela Demesa, Enoc Leaño a Daniel Valtierra.
Film měl premiéru 30. srpna 2018 na Filmovém festivalu v Benátkách, kde získal cenu Zlatého lva. Do kin byl uveden 21. listopadu 2018 ve Spojených státech amerických. V České republice měl premiéru dne 14. prosince 2018.
Film získal nominaci na Zlatý glóbus, Oscara a byl zařazen do žebříčku nejlepších deseti film roku 2018 magazínem Time a National Board of Review.

## Obsazení
| Yalitza Aparicio             | Cleo           |
| Marina de Tavira             | Sofia          |
| Fernando Grediaga            | Antonio        |
| Jorge Antonio Guerrero       | Fermín         |
| Marco Graf                   | Pepe           |
| Daniela Demesa               | Sofi           |
| Diego Cortina Autrey         | Toño           |
| Carlos Peralta               | Paco           |
| Nancy García                 | Adela          |
| Verónica García              | Teresa         |
| Daniel Valtierra             |                |
| José Manuel Guerrero Mendoza | Ramón          |
| Latin Lover                  | profesor Zovek |

## Přijetí

### Recenze
Film získal pozitivní recenze od kritiků. Na recenzní stránce Rotten Tomatoes získal z 200 započtených recenzí 97 procent s průměrným ratingem 9,1 bodů z deseti. Na serveru Metacritic snímek získal z 50 recenzí 96 bodů ze sta. Na Česko-Slovenské filmové databázi si snímek k 15. dubnu 2022 drží 78% hodnocení.